# هیلزبورو (ویرجینیای غربی)
هیلزوو(به انگلیسی: Hillsboro) شهری در ایالت ویرجینیای غربی کشور ایالات متحده آمریکا است که جمعیت آن در سرشماری سال ۲۰۱۰ میلادی، ۲۶۰ نفر بوده‌است.

## نگارخانه

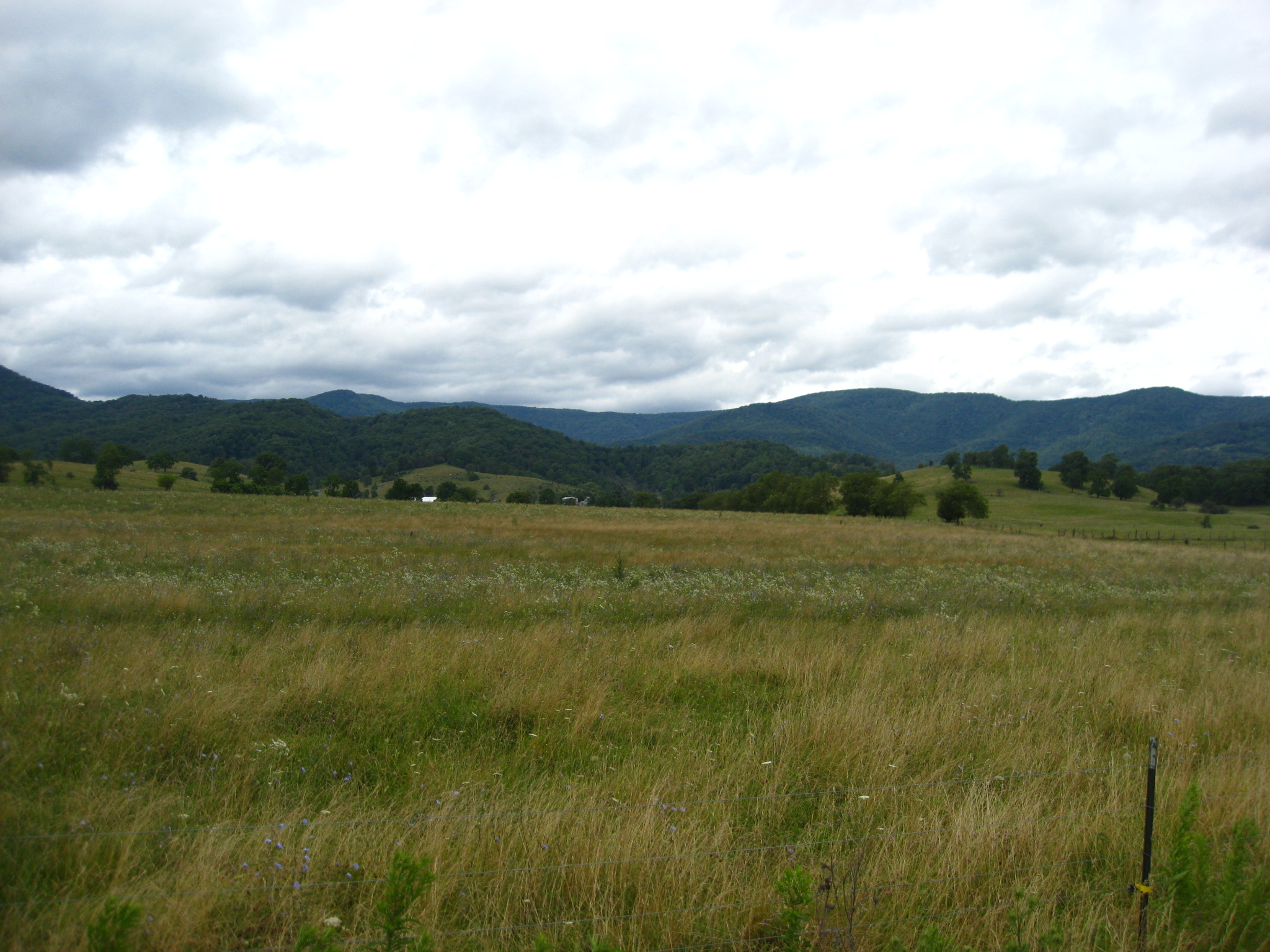
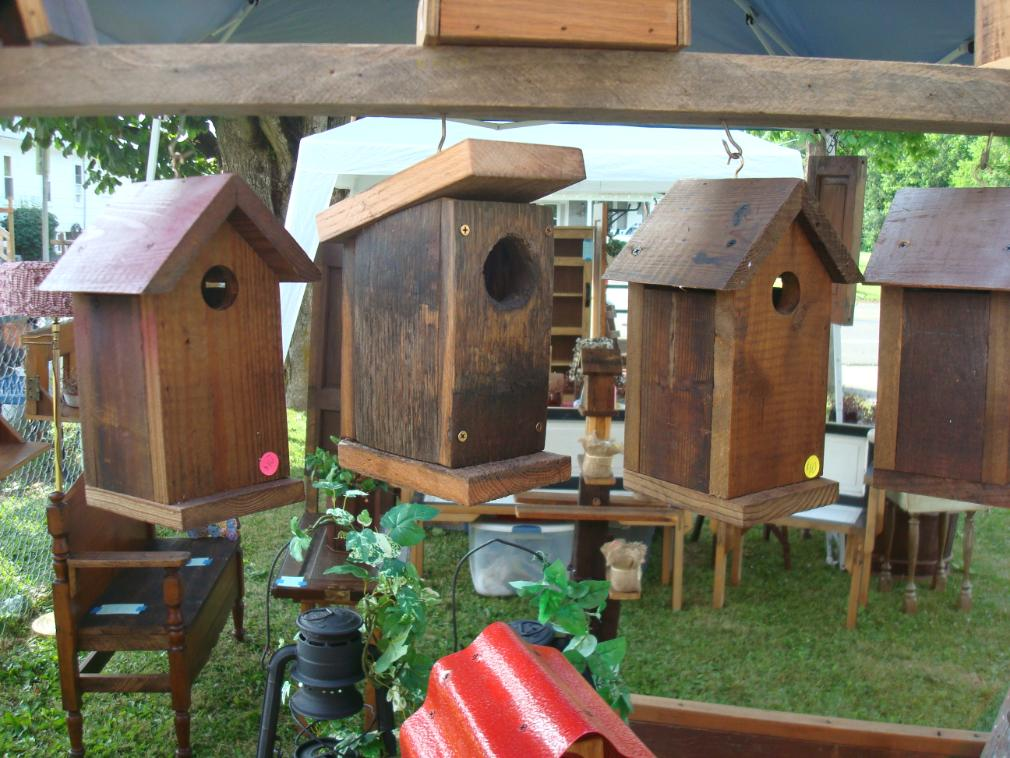
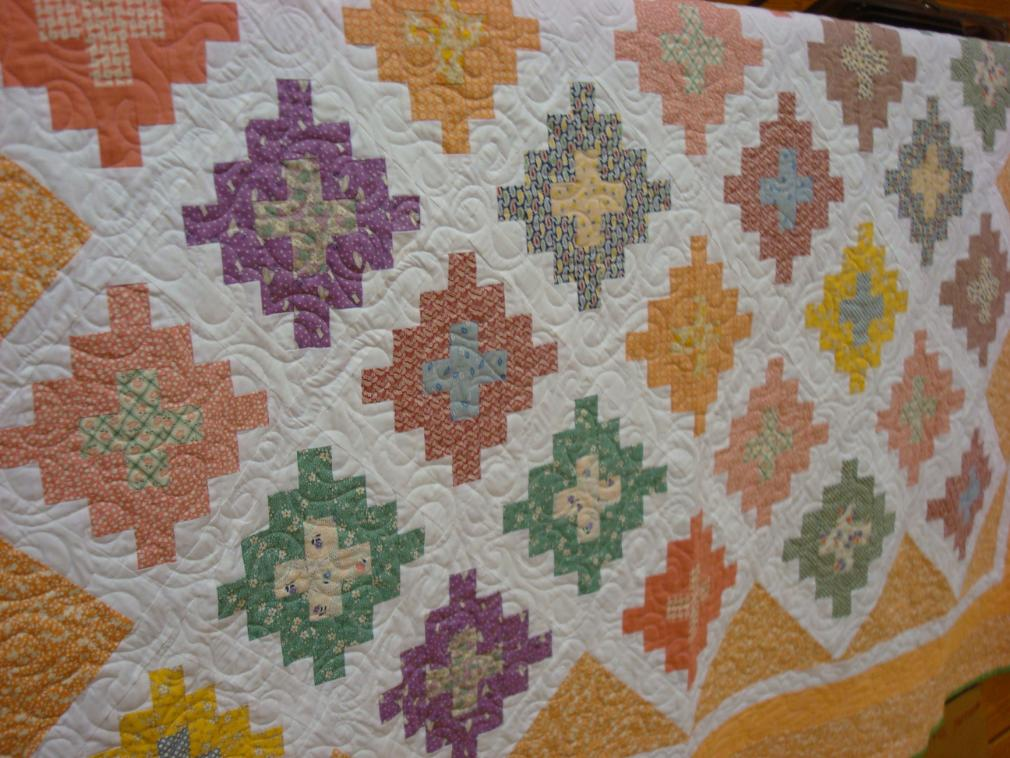
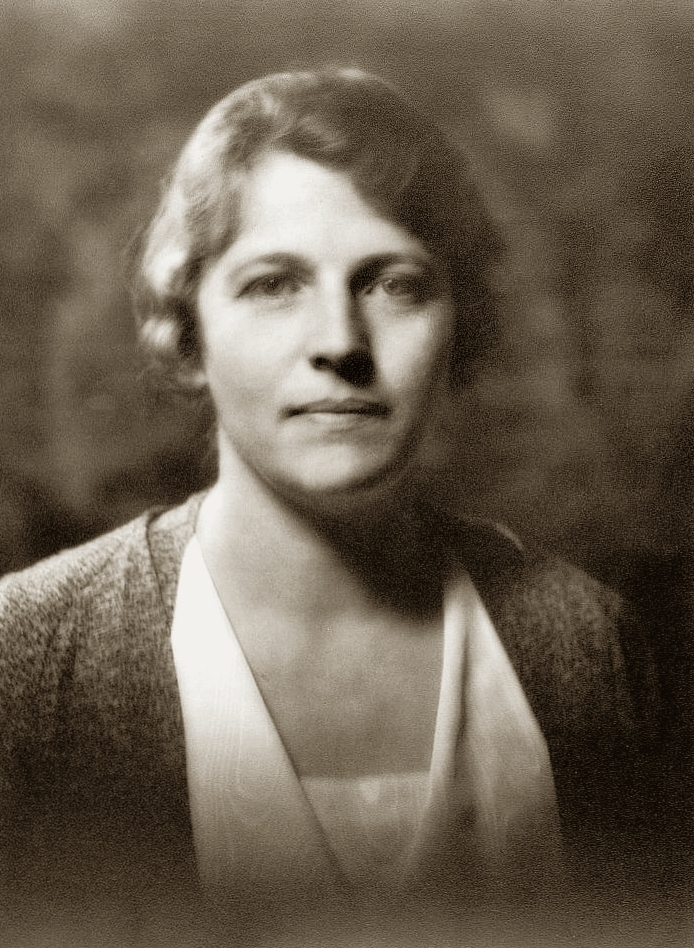
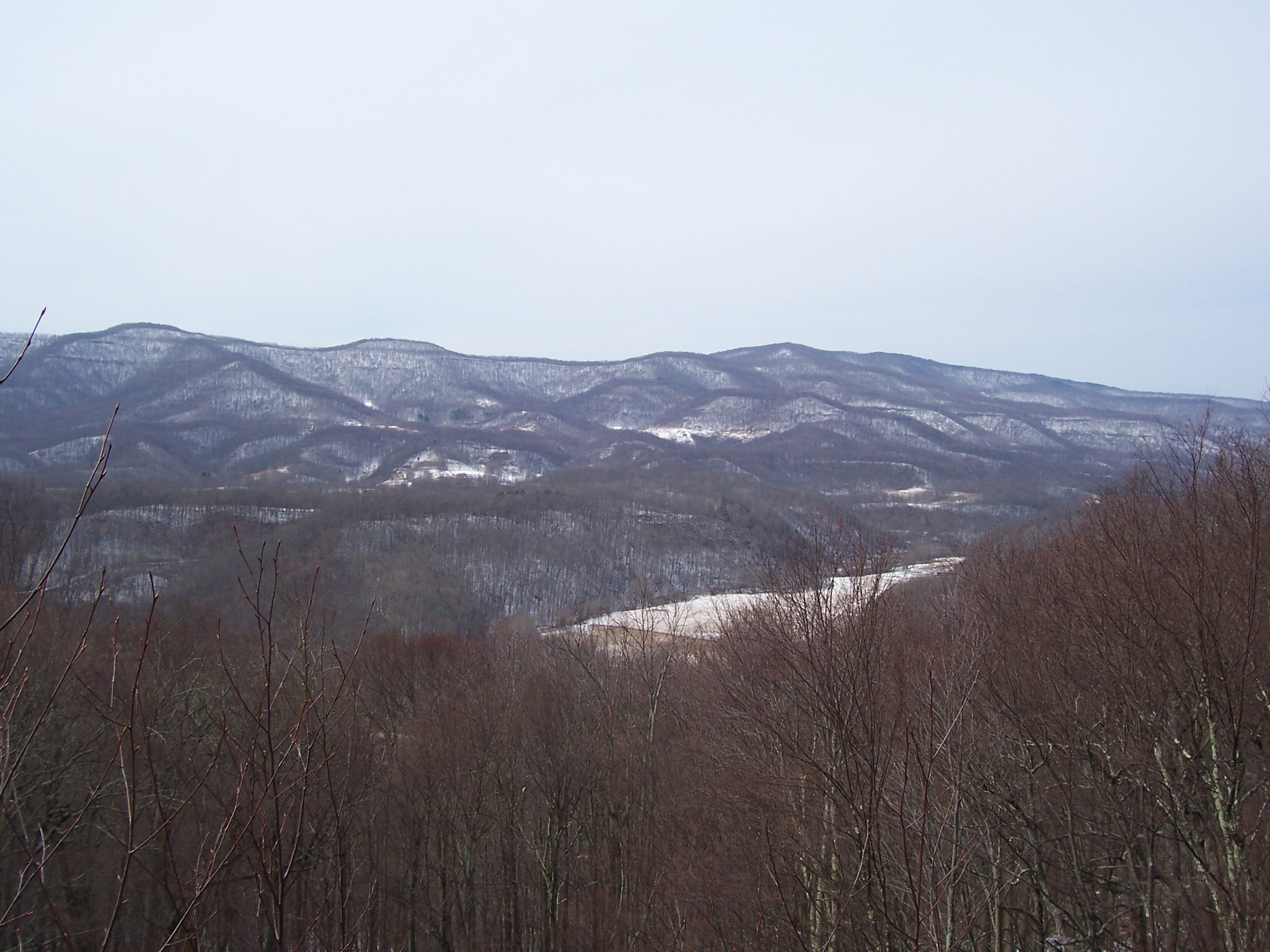
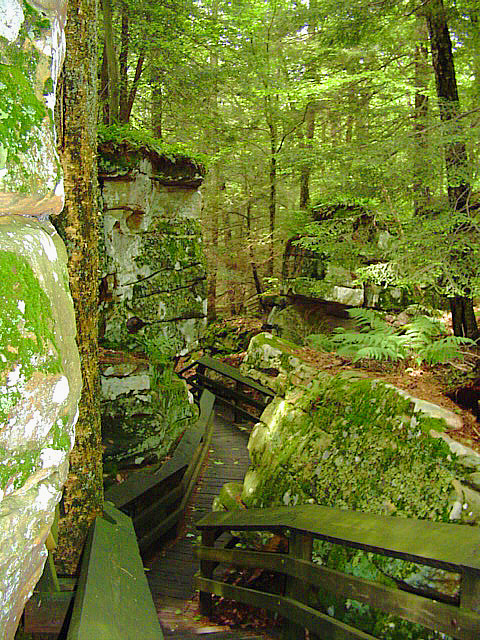
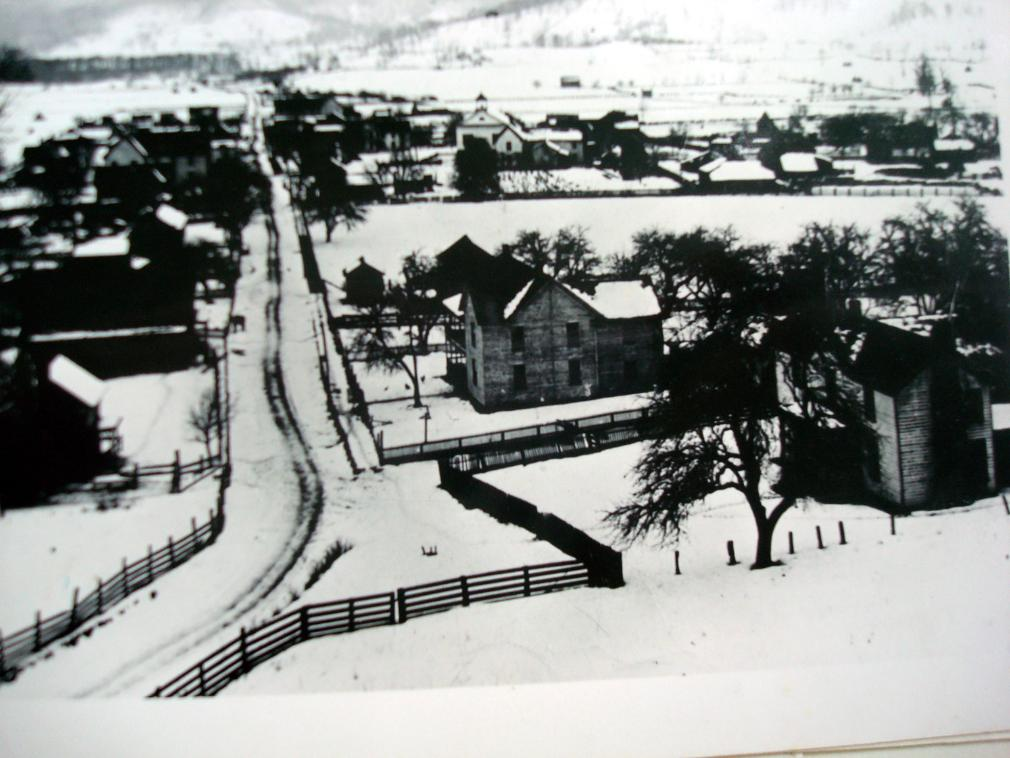
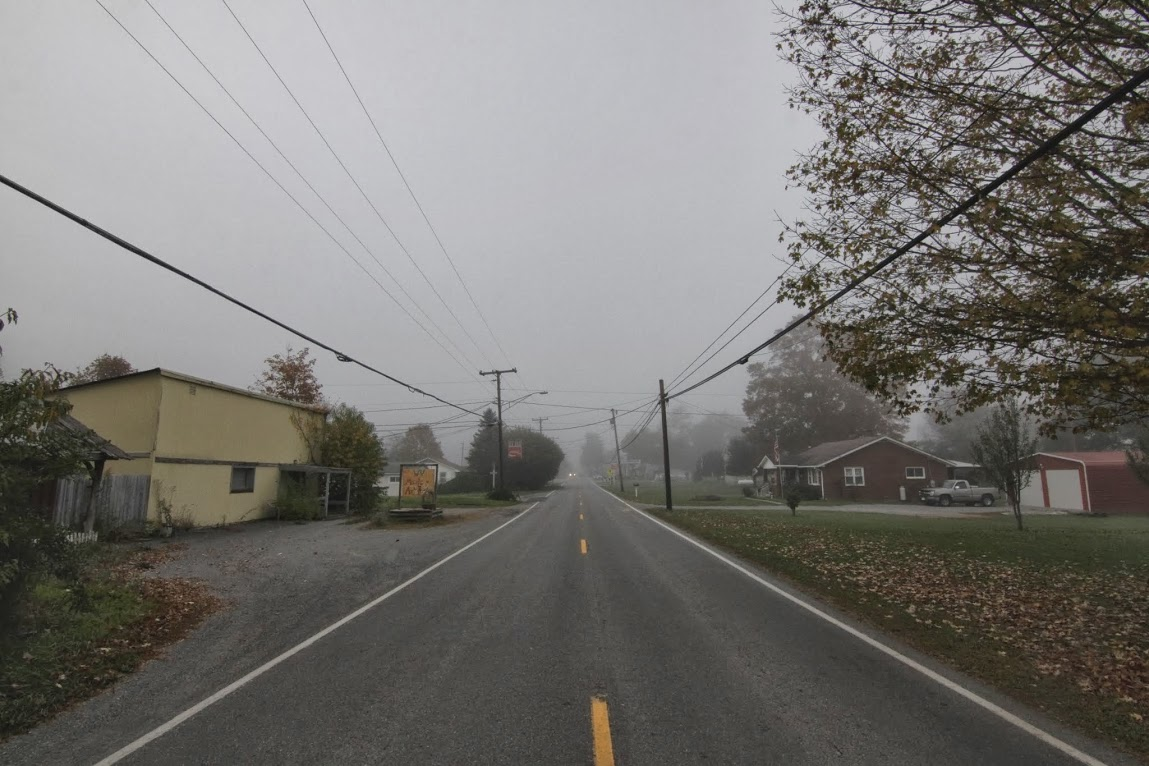